# Simon Merrells
Simon Merrells es un actor inglés, más conocido por haber interpretado a Marco Licinio Craso en Spartacus: War of the Damned.

## Biografía
Su hermano menor es el actor Jason Merrells.
Es muy buen amigo de los actores Tony Curran, Jason Flemyng, Jason Barry y Dean Lennox Kelly, con quienes corrió el Maratón Nacional por la Fundación de Leucemia.

## Carrera
Simon ha aparecido en obras para el National Theatre y el Royal Shakespeare Company.
En el 2000 se unió al elenco recurrente de la serie London's Burning donde interpretó al detective de la policía Griggs hasta el 2001. En el 2001 apareció en un episodio de la miniserie The Six Wives of Henry VIII donde interpretó al cortesano inglés Francis Dereham. En el 2003 apareció por primera vez en la serie médica Doctors donde interpretó a Richard Simpson durante el episodio "Numb", años más tarde apareció nuevamente ahora en el 2008 interpretando a Tom Davidson durante el episodio "Under Control", finalmente su última aparición fue en el 2011 cuando interpretó a Colin Kay en el episodio "Ring Me, Marry Me, Text Me, Kill Me". En el 2004 se unió al elenco recurrente de la serie Family Affairs donde dio vida a Conrad Williams. En el 2007 apareció como invitado en las series policíacas The Bill donde dio vida a George Gosse, anteriormente había aparecido por primera vez en la serie en 1995 donde interpretó a Barry Glazzard durante el episodio "Kid". También apareció en la serie Ashes to Ashes donde interpretó a David Blonde.
En el 2010 se unió al elenco de la película The Wolfman donde interpretó a Ben Talbot, el hermano de Lawrence Talbot (Benicio Del Toro) e hijo de Sir John Talbot (Anthony Hopkins). En el 2012 dio vida a Peter Craven en un episodio de la serie Silk. En el 2013 se unió al elenco de la serie Spartacus: War of the Damned donde interpretó al general romano Marco Licinio Craso, hasta el final de la serie el 12 de abril del mismo año. La serie fue la última temporada de la popular serie de "Spartacus". Ese mismo año interpretó a Mark Vega en la película de fantasía y terror Judas Ghost. En el 2015 se anunció que Simon aparecería en varios episodios de la segunda temporada de la serie Dominion donde interpreta a Julian, el líder de New Delphi. En junio del 2016 se anunció que Simon se había unido al elenco de la nueva serie Knightfall donde dará vida a Tancrede, un soldado veterano que es devoto a los "Templar Knight".

## Filmografía

### Series de televisión
| Año         | Título                                    | Personaje               | Notas                                                      |
| ----------- | ----------------------------------------- | ----------------------- | ---------------------------------------------------------- |
| 2022        | The Lord of the Rings: The Rings of Power | Trevyn                  |                                                            |
| 2017        | Legends of Tomorrow                       | Julio Cesar             |                                                            |
| 2016 - 2019 | Knightfall                                | Tancrede                |                                                            |
| 2015        | Dominion                                  | Julian                  | episodio "Heirs of Salvation"                              |
| 2014        | The Musketeers                            | Vincent                 | episodio # 1.6                                             |
| 2013 - 2014 | The Tomorrow People                       | El Fundador/Sr. Bathory | 22 episodios - (personaje recurrente)                      |
| 2013        | Spartacus: War of the Damned              | Marcus Crassus          | 10 episodios                                               |
| 2012        | Silk                                      | Peter Craven            | episodio # 2.3                                             |
| 2011        | Doctors                                   | Colin Kay               | episodio "Ring Me, Marry Me, Text Me, Kill Me"             |
| 2007        | Ashes to Ashes                            | David Blonde            | episodio # 3.1                                             |
| 2007        | The Bill                                  | George Gosse            | episodio "Exit Wound"                                      |
| 2004 - 2005 | Family Affairs                            | Conrad Williams         | 11 episodios                                               |
| 2003        | Heartbeat                                 | Greg Matthews           | episodio "House Rules"                                     |
| 2002 - 2003 | Mersey Beat                               | Chris Traynor           | 5 episodios                                                |
| 2001        | Dream Team                                | David Spears            |                                                            |
| 2000 - 2001 | The Six Wives of Henry VIII               | Francis Dereham         | episodio "Katherine Howard and Catherine Parr" - miniserie |
| 2000 - 2001 | London's Burning                          | D.O. Griggs             | 9 episodios                                                |
| 2001        | Casualty                                  | Ed Jamieson             | 2 episodios                                                |
| 1997        | The New Adventures of Robin Hood          | Baragon                 | episodio "A Price on His Soul"                             |

### Películas
| Año  | Título                | Personaje            | Notas                                                                                                   |
| ---- | --------------------- | -------------------- | --- |
| 2015 | The Rise of the Krays | Jack Spot            | junto a Matt Vael, Simon Cotton, Dan Parr, Kevin Leslie, Olivia Moyles, Phil Dunster y Nicola Stapleton |
| 2013 | Judas Ghost           | Mark Vega            | junto a Martin Delaney, Lucy Cudden & Alexander Perkins                                                 |
| 2010 | The Wolfman           | Ben Talbot           | junto a Emily Blunt, Benicio Del Toro, Anthony Hopkins, Hugo Weaving & Art Malik                        |
| 2009 | Invisible Eyes        | Dan                  | junto a Pia Mechler, Michael Mears, Mark Tintner & Grégory Dreyfus                                      |
| 2000 | Small Time Obsession  | Gerente de Caerreras | junto a Alex King, Jason Merrells & Juliette Caton                                                      |

### Apariciones
| Año  | Programa                 | Notas                                   |
| ---- | ------------------------ | --------------------------------------- |
| 2001 | All-Star Family Fortunes | episodio "The Bill vs London's Burning" |

### Teatro
| Año  | Obra                            | Personaje | Director (a)  | Teatro            | Notas                                                                    |
| ---- | ------------------------------- | --------- | ------------- | ----------------- | ------------------------------------------------------------------------ |
| 2011 | Emperor & Galilean              | -         | Jonathan Kent | National Theatre  | junto a Matthew Barker, Andrew Scott, Ian McDiarmid & Genevieve O'Reilly |
| 2007 | A Comedy of Errors              | -         | -             | -                 | junto a su hermano Jason Merrells                                        |
| 2007 | Twelfth Night, or What You Will | -         | -             | Courtyard Theatre | junto a su hermano Jason Merrells                                        |
| 2001 | King Henry III'                 | -         | -             | -                 | -                                                                        |
| -    | Much About Nothing'             | Benedick  | -             | -                 | -                                                                        |